# Scopula spissitarsata
Scopula spissitarsata là một loài bướm đêm trong họ Geometridae.